# Svandammshallarna
Svandammshallarna är en konsertlokal i Uppsala belägen bredvid Flustret, Stadsträdgården, Fyrisån och Svandammen. Lokalerna är annex till huvudlokalerna Svettis och användes tidigare som tennishall, då ofta kallad "Bollhuset". Lokalerna ägs av SH-bygg och hyrs ut till Welcome Uppsala som genomförde projektet från tennishall till konsertlokal.
Anläggningen invigdes 1937 under namnet "Kårens tennishall" också kallat "Studenternas tennishall" och ägdes av Uppsala Studentkår. Det var i den senare som det så kallade "Bollhusmötet" ägde rum 17 februari 1939.